# Djävulsklubba
Djävulsklubba (Oplopanax horridus) är en växtart i släktet djävulsklubbor och familjen araliaväxter. Den beskrevs av James Edward Smith och fick sitt nu gällande namn av Friedrich Anton Wilhelm Miquel.

## Beskrivning
Djävulsklubban är en rotskottsbildande buske som kan bli uppemot tre meter hög. Den har mycket taggiga grenar. Bladen är sju- till nioflikiga och tandade, upp till 25 centimeter breda, med taggar. Arten blommar på sensommaren med grönvita blommor. Frukten är liten och scharlakansröd.

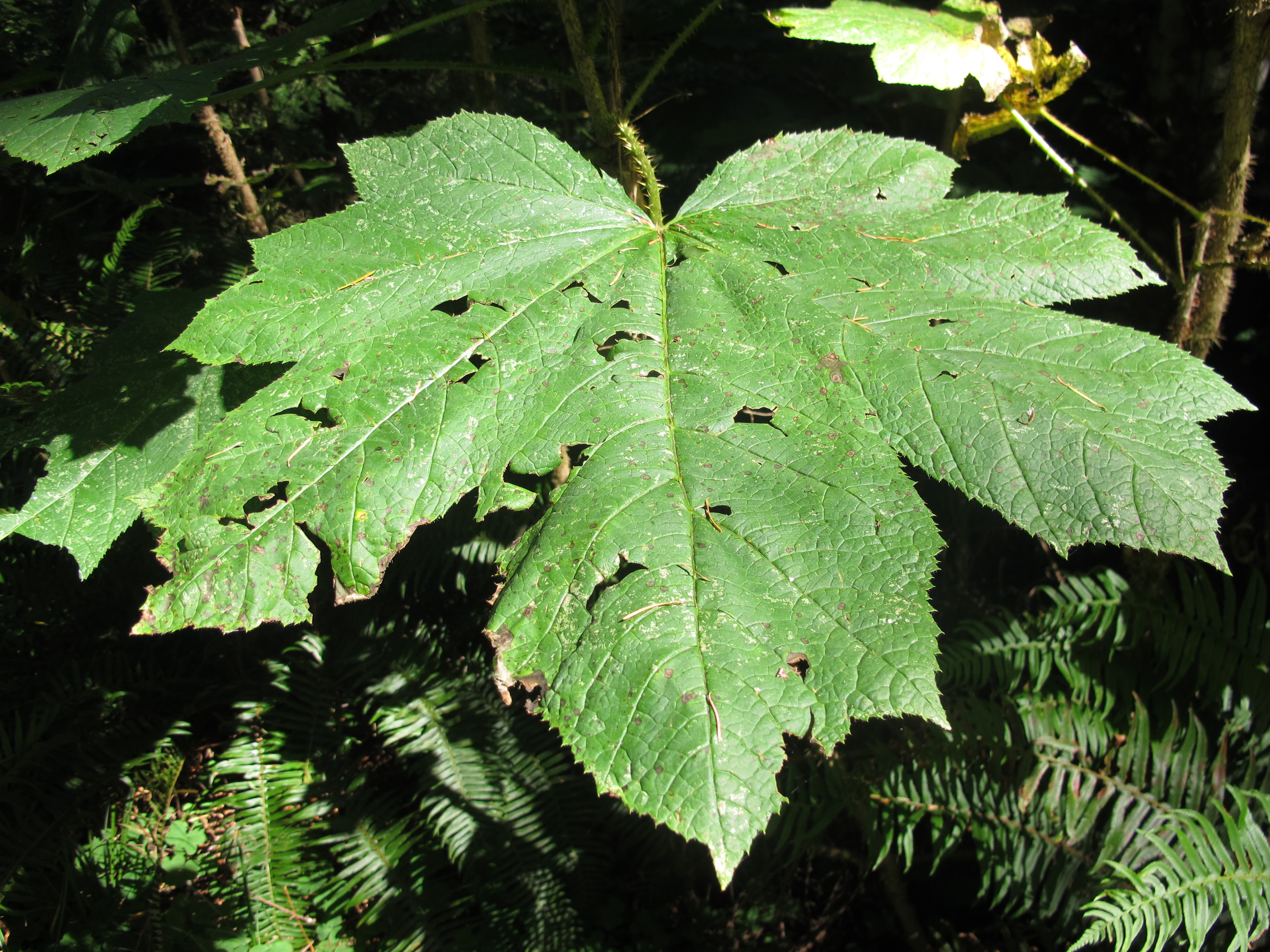
Blad
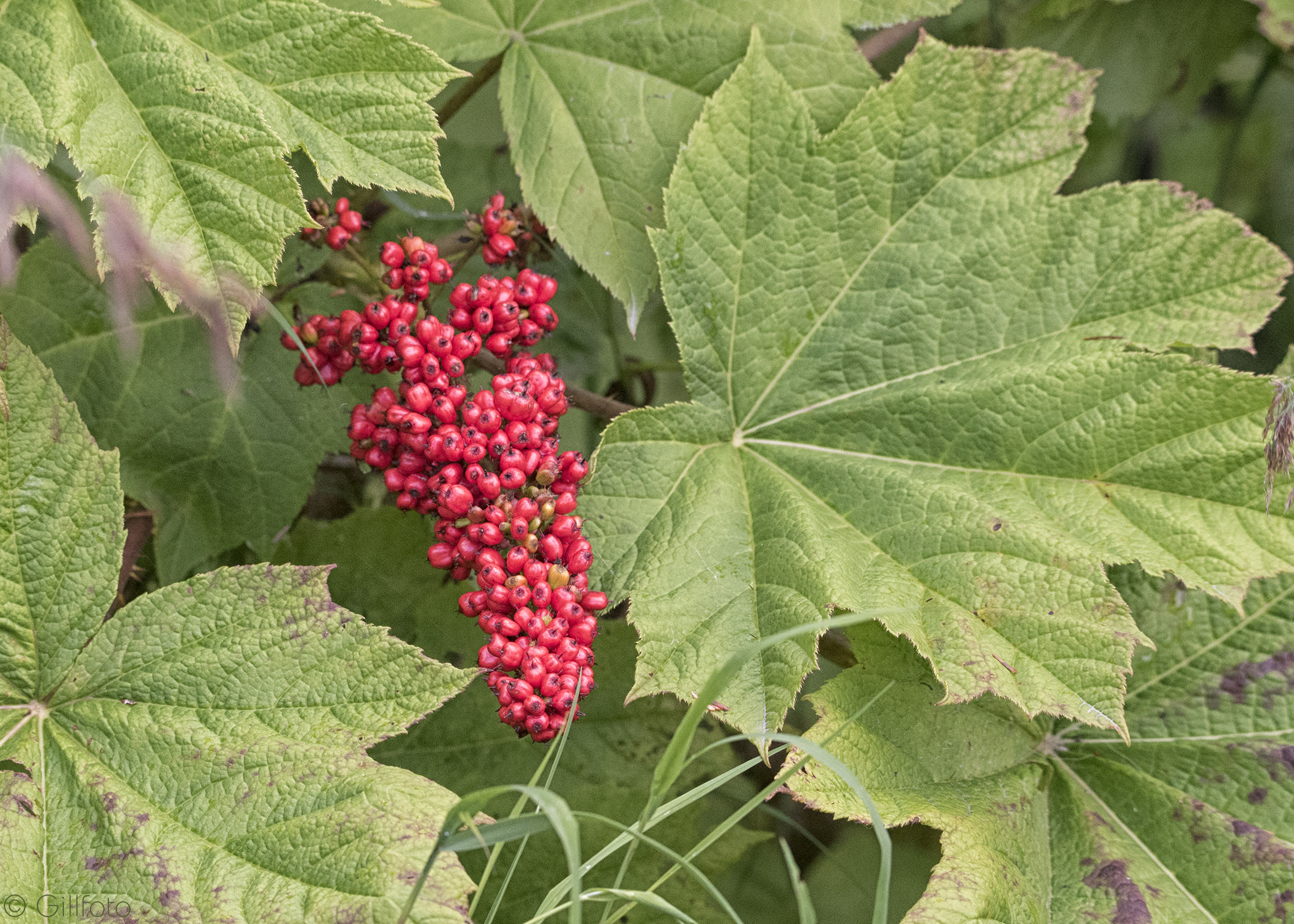
Frukt

## Utbredning
Arten förekommer i nordvästra Nordamerika från Alaska till Oregon, samt i Ontario på öar i Övre sjön. Den odlas även som prydnadsväxt i andra delar av världen.